# Wolfgang Spier

Wolfgang Spier (links) während einer Besprechung mit Komponist und Regisseur Thorsten Wszolek zu dessen Musical Crazy Hotel, Köln 1999

Wolfgang Spier (* 27. September 1920 in Frankfurt am Main; † 18. März 2011 in Berlin) war ein deutscher Regisseur, Schauspieler, Synchronsprecher und Moderator.

## Leben
Der Sohn des Psychochirologen Julius Spier (1887–1942) wollte nach dem Abitur Medizin studieren, wurde jedoch als „Halbjude“ von den Nationalsozialisten nicht zum Studium zugelassen. Stattdessen machte er in Berlin eine Banklehre und arbeitete bis zum Kriegsende als Bankangestellter. Er nahm jedoch heimlich Schauspielunterricht. Seine Lehrerin kam in einer Bombennacht ums Leben. 1945 bekam er seine Schauspielausbildung unter anderem bei Käthe Holl-Bierkowski, die ein Jahr später in Berlin starb.
1946 bekam Spier im Wiesbadener Staatstheater ein Engagement, wo er unter Karl-Heinz Stroux auch Regie führte. Bis 1950 war er als Schauspieler und Regisseur in Wiesbaden tätig; davon zwei Jahre als Regieassistent von Stroux. 1950 ging Wolfgang Spier nach Berlin zurück und gründete dort mit Schauspielern wie Horst Buchholz, Martin Benrath und Wolfgang Neuss den Theaterclub im British Center und arbeitete bei den Berliner Stachelschweinen und dem Kabarett Die Wühlmäuse mit. In der Zeit von 1953 bis 1955 war er auch als Regisseur beim RIAS in Berlin tätig. Nach einem kurzen festen Engagement am Düsseldorfer Schauspielhaus, an dem er unter dem Generalintendanten Karl-Heinz Stroux von 1955 bis 1957 als Schauspieler und Regisseur fungierte, arbeitete er seit 1957 als freier Regisseur, Schauspieler, Synchronsprecher und Moderator. Die TV-Quizshow Wer dreimal lügt machte ihn einem breiten Publikum in Deutschland bekannt. 1978 brachte er die von Hans Rosenthal erdachte Radioquizsendung Allein gegen alle ins Erste. Er führte durch vier Sendungen und übergab dann die Moderation an Max Schautzer. Er inszenierte auch die Comedy-Serie Ein verrücktes Paar mit Grit Boettcher und Harald Juhnke und spielte 1995 mit letzterem zusammen im Stück Sonny Boys von Neil Simon die Hauptrolle.
Spier spielte in über 250 Theaterstücken, von der leichten bis niveauvollen Unterhaltung, und wird gern als „König des Boulevardtheaters“ bezeichnet. Als Synchronsprecher lieh Spier seine markante Stimme unter anderem Peter Cushing (Reise zur Insel des Grauens), Linda Hunt (in ihrer Oscar-prämierten Rolle als männlicher Kriegsberichterstatter in Ein Jahr in der Hölle), John Nettleton (Yes Minister), Donald Pleasence (in Die phantastische Reise und Dracula), Gene Wilder (Zwei Haudegen kommen selten allein) und Kenneth Williams (Ein total verrückter Urlaub). Außerdem führte er als Erzähler durch die Fernsehserie Die Rebellen vom Liang Shan Po.

## Persönliches
Aus Wolfgang Spiers erster, von 1949 bis 1951 währender Ehe mit der Schauspielerin Waltraud Schmahl stammt eine Tochter. Danach war er von 1959 bis zur Scheidung 1964 mit der Schauspielerin Almut Eggert verheiratet. Aus dieser Ehe stammt die gemeinsame Tochter Miriam Bettina Spier (1960–2008), die ebenfalls Schauspielerin und Synchronsprecherin war. Eggerts Tochter Nana Spier (* 1971) stammt aus einer späteren Verbindung. Seine dritte Ehe ging Wolfgang Spier von 1981 bis 1989 mit der Schauspielerin Christine Schild ein. 1991 schloss er seine vierte Ehe mit Brigitte Fröhlich.

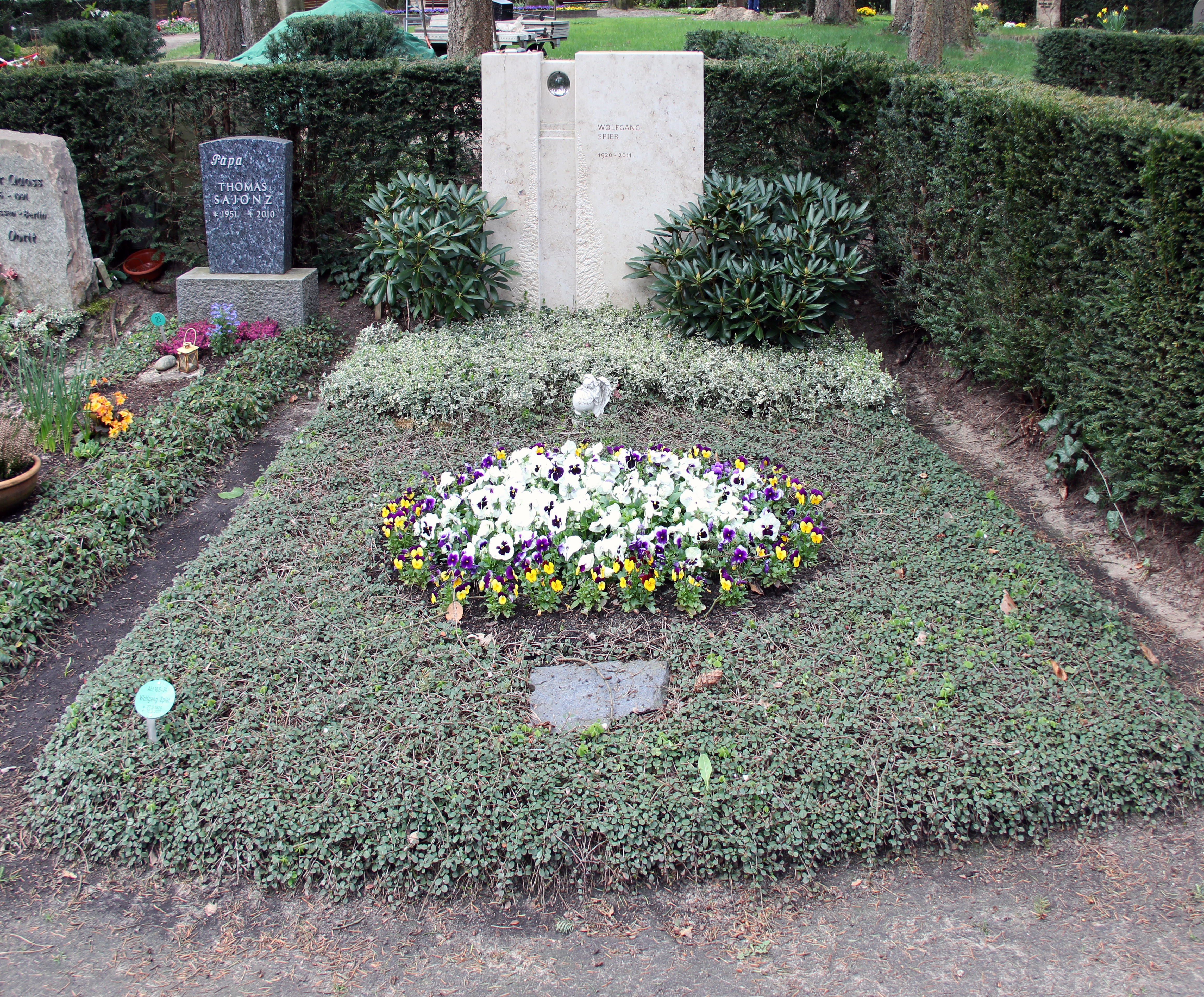
Grab von Wolfgang Spier auf dem Friedhof Heerstraße in Berlin-Westend

Wolfgang Spier erhielt 1986 für seine herausragende künstlerische Arbeit das Bundesverdienstkreuz am Bande. 1988 wurde er von der Dramatiker Union mit dem Silbernen Blatt ausgezeichnet. 1995 erhielt er den Curt-Goetz-Ring.
Am 18. März 2011 starb Wolfgang Spier im Alter von 90 Jahren in Berlin an einem Herzinfarkt. Sein Grab befindet sich auf dem landeseigenen Friedhof Heerstraße in Berlin-Westend (Grablage: 16-G-24/25).

## Filmografie (Auswahl)
- 1954: Die Fuchsjagd
- 1961: Das Wunder des Malachias
- 1963: Die endlose Nacht
- 1963: Der Fall Rohrbach (Fernsehdreiteiler, eine Folge)
- 1964: Die Schneekönigin (Regie)
- 1965: Die Chinesische Mauer
- 1967: Der Mörderclub von Brooklyn
- 1968: Im Banne des Unheimlichen
- 1970: Der Kommissar – Tod einer Zeugin
- 1970–1971: Der Kurier der Kaiserin
- 1971: Großstadtprärie
- 1971: Komische Geschichten mit Georg Thomalla
- 1974: Auch ich war nur ein mittelmäßiger Schüler
- 1975: Derrick – Tod am Bahngleis
- 1975: Beschlossen und verkündet – Der ehrliche Finder
- 1975: Beschlossen und verkündet – Geisterhände
- 1977: Das Biest (Regie)
- 1977–1980: Ein verrücktes Paar (Regie)
- 1978: Drei Damen vom Grill
- 1980: Pension Schöller (Regie)
- 1985: Turf
- 1993: Glückliche Reise – Fidschi-Inseln (Fernsehreihe)
- 1997: Großstadtrevier – Suchmeldung
- 2003: In aller Freundschaft (Fernsehserie, 1 Folge)

## Synchronrollen (Auswahl)
Donald Pleasence
- 1966: als Dr. Michaels in Die phantastische Reise
- 1966: als George in Wenn Katelbach kommt…
- 1975: als Adrian Carsini in Columbo: Wein ist dicker als Blut
- 1977: als SEN in THX 1138
- 1978: als James Doniac in Blutsverwandte
- 1979: als Dr. Jack Seward in Dracula
- 1979: als Albert Pumpelmeyer in Ein Mann in Wut
- 1979: als Max Dechambre in Victor Charlie ruft Lima Sierra

Kenneth Williams
- 1977: als Dr. Soaper in Das total verrückte Campingparadies
- 1977: als Stuart Westwood in Ein total verrückter Urlaub

### Filme
- 1980: Philip Stone als Delbert Grady in Shining
- 1981: Ronald Lacey als Toht in Jäger des verlorenen Schatzes
- 1982: René Auberjonois als Das Skelett in Das letzte Einhorn
- 1982: Giorgio Bracardi als Sergente José Felipe María Martiño in Banana Joe
- 1983: Graham Jarvis als Doktor beim Gewerkschaftstreffen #1 in Silkwood
- 1986: Billy Barty als Philly, „The Mouse“ in Archie und Harry – Sie können’s nicht lassen
- 2001: James Hong als Botschafter Po in Torus – Das Geheimnis aus einer anderen Welt
- 2007: Merlin in Shrek der Dritte

### Serien
- 1980: als Erzähler in Die Rebellen vom Liang Shan Po
- 1987: Roberts Blossom als Onkel Pat „The Cat“ Morel in Stingray
- 1990–1993: als Lispel in Alfred J. Kwak
- 1994: Michael J. Anderson als Rumpelstilzchen in Star Trek: Deep Space Nine
- 1997: Edward Andrews als Bert in Bonanza

## Hörspiele
Regie:
- 1954: Helmut Harun, Günter Jannasck: Ferien im Viervierteltakt
- 1954: Kurt Kusenberg: Drachenkind – Dein Vater spinnt
- 1954: Alfred Happ: Ein Band Molière
- 1955: Johannes Hendrich: Narkose
- 1955: Josef Martin Bauer: Die Stadt der Gerechten
- 1956: Theodor Fontane: Unterm Birnbaum
- 1956: Jürgen Gütt: Das Einhorn steht am Wege und lächelt
- 1956: Jürgen Gütt: Neues aus Schilda (Folge: Haste Töne)
- 1958: Marcel Pagnol: Die Frau des Fotografen
- 1958: J. B. Priestley: Goldregen
- 1958: Christian Bock: Zwei alte Damen feuern
- 1959: Dieter Ertel: Der letzte Fall des Mr. Middlebury
- 1959: Ferenc Molnár: Delila (auch Bearbeitung)
- 1959: Norman C. Hunter: Andere Sterne
- 1959: Noël Coward: Quadrille
- 1960: Wolfgang Neuss, Herbert Kundler: Der Mann mit der Pauke in "Wir Kellerkinder". Ein deutscher Heimatfilm von Wolfgang Neuss, zum Hören eingerichtet von Herbert W. Kundler
- 1960: Robert Cedric Sherriff: Das Teleskop
- 1960: André Roussin: Die verrückte Liebe
- 1960: Margherita Cattaneo: Für Ursula verboten
- 1960: Günter Jannasck: Das Taubenhaus
- 1960: Hans Friedrich Kühnelt: Ein Tag mit Edward
- 1961: Henry Cecil: Zufälle über Zufälle. Eine Kriminalkomödie
- 1961: Philip Levene: Wenn notwendig – Mord!
- 1961: Marcel Pagnol: Gottes liebe Kinder
- 1961: Anthony Gilbert: West End Story
- 1961: Jules Romains: Dr. Knock oder Der Triumph der Medizin. Ein Lustspiel
- 1961: Max Gundermann: Schlechtes Wetter mit schönen Aussichten
- 1961: Ingeborg Drewitz: Die Kette
- 1961: Giles Cooper: Vor den Feiertagen
- 1961: Thomas Stearns Eliot: Ein verdienter Staatsmann
- 1962: Giles Cooper: Keine Perle aus der Krone
- 1962: Eugène Ionesco: Die Nashörner (auch Bearbeitung)
- 1962: Jean Marsus: Das verlorene Meisterbild
- 1962: Guy Compton: Chez nous
- 1962: Robert Cedric Sherriff: Bridge mit Onkel Tom
- 1962: Joachim Tettenborn: Gedanken im Kreise
- 1962: Marran Gosov: Der Pygmäe
- 1962: Hermann Moers: Koll (auch Bearbeitung)
- 1962: Jacques Audiberti, Hermann Moers: Die Frauen des Ochsen – Koll (auch Bearbeitung)
- 1963: Hans Rothe: Bisamrücken nach Büroschluß (auch Sprecher)
- 1963: Jack Popplewell: Ein Fehltritt
- 1963: Hans Kasper: Tatort
- 1963: Hans Jürgen Bode: Zwei mal zwei ist zwei. Über das absurde Theater
- 1963: Sławomir Mrożek: Das Martyrium des Peter Ohey
- 1963: Kay Hoff: Alarm
- 1963: Wladimir Dychowitschnij, Moris Slobodskoi, Wladimir Mass, Michail Tscherwinski: Auf Ihre Gesundheit, Gurij Lwowitsch
- 1964: Hans Kasper: Die Flöte von Jericho
- 1964: Aldo Nicolaj: Die Zwiebel
- 1964: John Mortimer: Das Konversationslexikon
- 1964: Jacques Audiberti: Die Zimmerwirtin
- 1964: Hermann Moers: Der kleine Herr Nagel
- 1965: Charles Maître: Rien pour rien
- 1965: Ken Kaska: Das Fräulein Marohn
- 1965: Marran Gosov: Über den Hügel
- 1965: Vojislav Kuzmanovic: Klopfzeichen
- 1966: Max Zihlmann: Die Untermieterin
- 1966: Max Beerbohm: Hilary Maltby
- 1966: Michel Déon: Zwei Vögel auf einem Zweig
- 1966: Seán O’Casey: Mondschein über Kylenamoe
- 1967: William Hanley: Komm', flüstere in mein gutes Ohr
- 1967: David Campton: Wer viel fragt ...
- 1967: Curth Flatow: Cyprienne oder Scheiden tut nicht weh. Nach einer gleichnamigen Komödie von Victorien Sardou
- 1967: Tauno Yliruusi: In der Klemme / Das Spiel im Spiel im Spiel
- 1968: Ephraim Kishon: Zieh den Stecker raus, das Wasser kocht
- 1968: Garcia Diaz: Meinungsforschung
- 1980: J. R. R. Tolkien: Der Hobbit – Regie: Heinz Dieter Köhler (Hörspiel – WDR)

## Moderationen
- 1976–1984: Wer dreimal lügt
- 1978: Allein gegen alle (in den ersten vier Sendungen)

## Schriften
- Dabei fällt mir ein … Henschel, Berlin 2004, ISBN 3-89487-478-3.